# Välinge, Värmland
Välinge är en herrgård i Väse socken i Värmlands län. 
Välinge, som har givit namn åt de medeltida äldre och yngre Välingeätterna, bebyggdes som säteri 1640. Gården tillhörde under 1700-talet ätterna Virgin och von Gegerfelt, under 1800-talet släkterna Wärnhjelm och Troili.